# Rucentra smetanai
Rucentra smetanai är en skalbaggsart som beskrevs av Hüdepohl 1992. Rucentra smetanai ingår i släktet Rucentra och familjen långhorningar. Inga underarter finns listade i Catalogue of Life.